# Ilonatelep megállóhely
Ilonatelep megállóhely egy budapesti HÉV-megállóhely, melyet a MÁV-HÉV Helyiérdekű Vasút Zrt. (MÁV-HÉV) üzemeltet.

## Forgalom
| Járat | Útvonal | Gyakoriság       |
| ----- | --- | ---------------- |
|       | Örs vezér tere – Rákosfalva – Nagyicce – Sashalom – Mátyásföld, repülőtér – Mátyásföld, Imre utca – Mátyásföld alsó – Cinkota – Ilonatelep – Kistarcsa, kórház – Kistarcsa – Zsófialiget – Kerepes – Szilasliget – Mogyoród – Szentjakab – Gödöllő, Erzsébet park – Gödöllő, Szabadság tér – Gödöllő, Palotakert – Gödöllő | 10-60 percenként |

## Megközelítés budapesti tömegközlekedéssel
- Busz:  45, 92, 92A
- Éjszakai busz:  908, 992